# カール・カナイ
カール・カナイ（Karl Kani）はアメリカのヒップホップファッションブランドである。1989年、ブルックリン出身のプエルトリコ系アメリカ人であるファッションデザイナー、カール・カナイ（本名Carl Williams1968年 - ）によって設立。日本ではヒップホップ系ファッション以外にも、ナイロン生地のセットアップを筆頭に、「FUBU」と並んでヤンキーファッションとしても有名であるが、それらの少年（ヤンキー）が着用している商品のほとんどは違法に製造・販売された偽物である。そのため特に日本においては、偽物商品のイメージを払拭するべく正規代理店によるライセンス生産された製品が流通している。これらの商品は新しい購買層を獲得した反面、旧来の製品と大きく変わったデザインに否定的な意見も聞かれる。
ブランドネームにあるKaniとは"Can I?"に由来し、カール・カナイがブランドを設立した際に自身に対して"Can I do it? Can I build a fashion empire? Can I become the 'Ralph Lauren of the streets'?"「やれるのか？ファッション帝国を築くことはできるのか？ストリートファッション界のラルフローレンになれるのか？」という問いを立てたことに由来している。

## 愛用していた有名人
- 2パック
- ノトーリアス・B.I.G.
- ウィル・スミス